# Leonid Suchanow
Leonid Suchanow (ros. Леонид Суханов) – rosyjski kontradmirał,  zastępca szefa Sztabu Głównego Marynarki Wojennej Federacji Rosyjskiej.
W latach 1994–1998 w stopniu kapitana I rangi dowodził ciężkim rakietowym krążownikiem atomowym „Admirał Nachimow”.